# クリスティアン・ラモス
クリスティアン・ラモス（Christian Ramos）こと、クリスティアン・ギジェルモ・マルティン・ラモス・ガラガイ（Christian Guillermo Martín Ramos Garagay 、1988年11月4日 - ）は、ペルー・リマ出身のサッカー選手。CDウニベルシダ・セサル・バジェホ所属。ペルー代表。ポジションはディフェンダー（センターバック）。

## 経歴

### クラブ
スポルティング・クリスタルでキャリアをスタートさせた。2007年にプロデビューを果たした。2009年にウニベルシダ・サン・マルティンに移籍した。2009年2月15日、CDウニベルシダ・セサル・バジェホ戦で移籍後初出場。2010年、プリメーラ・ディビシオン優勝に貢献した。
2011年、アリアンサ・リマに移籍した。2月13日、ウニオン・コメルシオ戦で移籍後初出場した。同じ試合で、移籍後初得点を記録した。その後、1シーズンでウニベルシダ・サン・マルティンに復帰した。
2013年、フアン・アウリチに移籍した。2月10日、パシフィコFC戦で移籍後初出場。7月6日、スポルト・ワンカヨ戦で移籍後初得点を記録した。コパ・リベルタドーレス2015のクラブ・デポルティーボ・サン・ホセ戦でも得点を記録した。
2016年、アルゼンチンのヒムナシア・ラ・プラタに移籍した。8月27日、CAベレス・サルスフィエルド戦でプリメーラ・ディビシオンデビュー。2017年、出場機会を得るために、エクアドルのCSエメレクにレンタル移籍した。1月29日、ウニベルシダ・カトリカ戦でエクアドルデビューした。
2018年、リーガMXのベラクルスに移籍した。1月29日、サントス・ラグナ戦でリーガMXデビューした。

### 代表
2009年11月19日、ホンジュラス代表との親善試合で代表デビューした。2011年、コパ・アメリカ2011に出場した。2014年8月7日、パナマ戦で代表初得点を記録した]。2015年、コパ・アメリカ2015に出場。2016年には、コパ・アメリカ・センテナリオのメンバーにも選出された。
2018 FIFAワールドカップを戦うペルー代表の本大会メンバーに選出された。

## 代表歴

### 出場大会
- ペルー代表
  - 2018 FIFAワールドカップ

### 試合数
- 国際Aマッチ 89試合 3得点（2009年-2022年）[15]

| ペルー代表 | 国際Aマッチ | 国際Aマッチ |
| 年         | 出場        | 得点        |
| ---------- | ----------- | ----------- |
| 2009       | 2           | 0           |
| 2010       | 3           | 0           |
| 2011       | 8           | 0           |
| 2012       | 10          | 0           |
| 2013       | 7           | 0           |
| 2014       | 7           | 1           |
| 2015       | 5           | 0           |
| 2016       | 13          | 1           |
| 2017       | 8           | 1           |
| 2018       | 12          | 0           |
| 2019       | 0           | 0           |
| 2020       | 0           | 0           |
| 2021       | 12          | 0           |
| 2022       | 2           | 0           |
| 通算       | 89          | 3           |

### 得点
| # | 開催年月日     | 開催地                                        | 対戦国           | スコア | 結果 | 試合概要                          |
| - | -------------- | --------------------------------------------- | ---------------- | ------ | ---- | --------------------------------- |
| 1 | 2014年8月6日   | リマ,エスタディオ・ナシオナル                 | パナマ           | 3–0    | 3–0  | 親善試合                          |
| 2 | 2016年11月10日 | アスンシオン,ディフェンソーレス・デル・チャコ | パラグアイ       | 1–1    | 1–4  | 2018 FIFAワールドカップ・南米予選 |
| 3 | 2017年11月15日 | リマ,エスタディオ・ナシオナル                 | ニュージーランド | 2–0    | 2–0  | 2018 FIFAワールドカップ・南米予選 |